# Râul Sohodol, Bârsa
Râul Sohodol este un afluent al râului Bârsa. 

## Hărți
- Harta Județului Brașov
- Harta Munților Bucegi  Arhivat în 28 mai 2008, la Wayback Machine.